# Pactul Tripartit

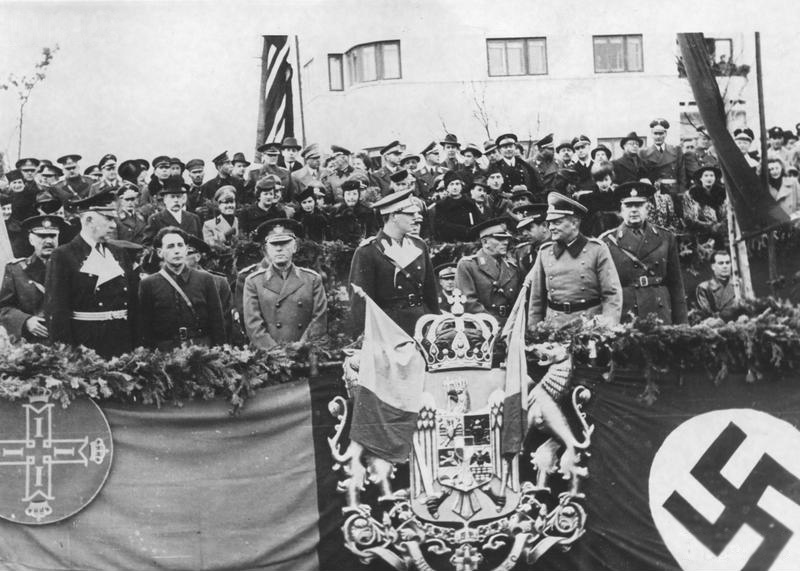
Tribuna, cu ocazia semnării României a Pactului Tripartit. Printre alții, liderul Gărzii de Fier, Horia Sima (al treilea de la stânga), Conducătorul țării, Ion Antonescu (al patrulea de la stângă), și Regele Mihai I (al cincilea de la stânga).

Pactul Tripartit, Pactul celor trei puteri, Pactul Axei, Pactul celor trei căi sau Tratatul Tripartit a fost semnat la Berlin pe 27 septembrie 1940 de Saburo Kurusu (pentru Imperiul Japonez), Adolf Hitler (pentru Germania Nazistă), și Galeazzo Ciano (pentru Italia Fascistă), care a pus bazele unei alianțe militaro-politice și a fost actul oficial de constituire al Axei Berlin-Roma-Tokyo, care s-a opus Aliaților. 

## Contextul politic și pactul
Pactul punea într-o formă oficială parteneriatul Puterilor Axei și a fost considerat în epocă un avertisment trimis SUA pentru a rămâne neutre în războiul care se prefigura. 
Pactul celor trei națiuni prevedea ca pentru deceniul care urma să coopereze între ele în scopul principal al stabilirii unei ordini a lucrurilor, dar și pentru promovarea prosperitatea mutuală și bunăstarea popoarelor lor. Cei trei își recunoșteau reciproc sferele de influență și se obligau să-și asigure ajutor reciproc din punct de vedere politic, economic și militar în cazul când oricare din ele ar fi atacate de o putere cu care nu era deja implicată în război, cu excepția URSS-ului. 
Pactul completa „Acordul germano-japonez” și Pactul Anticomintern din 1936 și a ajutat la depășirea diferendelor apărute între cele două puteri după semnarea Pactului Molotov-Ribbentrop, semnat de Germania și URSS în 1939. 
Pactul Tripartit a fost semnat mai apoi de Ungaria (20 noiembrie 1940), România (23 noiembrie 1940) și Slovacia (24 noiembrie 1940). Bulgaria a semnat pactul pe 1 martie 1941, mai înainte de intrarea trupelor germane în țară. 

## Ungaria
Imperiul Austro-Ungar s-a aliat cu Imperiul German în timpul primului război mondial. Austro-Ungaria a fost în cele din urmă înfrântă și imperiul s-a destrămat. După semnarea Tratatului de la Trianon, Ungaria a fost redusă la aproape jumătate din suprafața statului din componența Imperiului Austro-Ungar. În rândurile ungurilor această reducere teritorială a cauzat numeroase resentimente. Pentru a diminua aceste resentimente, Germania și Italia au pus în aplicare Arbitrajele de la Viena din 1938 și 1940, (prin care Ungariei i se retrocedau o parte a teritoriilor pierdute la sfârșitul primului război mondial), ceea ce a făcut ca Budapesta să semneze Pactul Tripartit în noiembrie 1940. Obligațiunile asumate de Ungaria prin Pactul Tripartit au fost reînnoite în momentul în care puterea a fost preluată de Partidul Crucilor cu Săgeți.

## Slovacia
Ca urmare a divizării Imperiului Austro-Ungar, Slovacia a făcut parte din Cehoslovacia. Hitler avea nevoie de teritoriul slovac ca o bază strategică pentru a invada Polonia. Profitând de faptul că slovacii voiau un stat independent, furherul l-a chemat pe Tiso să proclame independența. Ca recunoștință ,Bratislava a semnat Pactul Tripartit pe 24 noiembrie 1940.

## România
România s-a alăturat Aliaților din Primul Război Mondial și în 1918, Transilvania (aflată în componența Ungariei până atunci) s-a unit cu această țară. După ce Germania și Italia au acordat Transilvania de nord-vest Ungariei prin Dictatul de la Viena, România a pierdut Basarabia în favoarea Uniunii Sovietice și Cadrilaterul în favoarea Bulgariei. România a semnat Pactul Tripartit pe 23 noiembrie 1940, după venirea la putere a Gărzii de Fier. Semnarea Pactului Tripartit de către România a fost un act prin care se încerca protejarea țării în fața unei noi agresiuni a URSS-ului.

## Bulgaria
Bulgaria s-a aflat în tabăra celor învinși la sfârșitul primului război mondial, pierzând teritorii în favoarea Serbiei și Greciei. Germania avea nevoie de teritoriul bulgar pentru atacul împotriva Greciei. Adolf Hitler a garantat țarului Boris al III-lea retrocedarea tuturor teritoriilor pierdute în timpul războielor balcanice și a primului război mondial, în cazul în care Sofia ar fi semnat Pactul Tripartit. Semnarea tratatului de către Bulgaria a avut loc pe 1 martie 1941. 
Ar trebui amintit faptul că Bulgaria nu a declarat niciodată război URSS-ului. Bulgaria a menținut relații atât de bune cu Uniunea Sovietică, încât Stalin s-a folosit de ambasadorul bulgar la Moscova pentru inițierea unor tratative de pace cu Germania Nazistă. Armata bulgară a fost implicată în lupte cu Aliații occidentali dar nu și cu Uniunea Sovietică. Aviația de vânătoare bulgară a apărat țintele din Balcani și din România vizate de bombardamentele aviației Aliate, dar nu s-a implicat în conflicte cu aparate rusești.

## Regatul Iugoslaviei
Pe 25 martie 1941, Prințul Pavle, regentul Regatului Iugoslaviei, a semnat la Viena Pactul Tripartit. Pentru Hitler nu a fost o sarcină ușoară să convingă Iugoslavia să semneze această înțelegere. Iugoslavii nutreau sentimente antigermane puternice, în special în rândul populației sârbești. Pe 27 martie, regimul regentului Pavle a fost răsturnat de o lovitură de stat militară, care s-a bucurat de sprijinul britanicilor, puterea fiind preluată de regele care nu împlinise încă 18 ani, Petar al II-lea. 
Deși noul suveran avea sentimente antigermane, el se temea de asemenea de un atac nazist, în condițiile în care britanicii nu erau capabili să acorde un ajutor real în cazul unui război. Pentru a asigura securitatea țării sale, regele a declarat că Iugoslavia va adera până la urmă la Pactul Tripartit. Trebuie subliniat faptul că deși guvernul iugoslav a semnat pactul, înțelegerile inițiale nu prevedeau decât acceptarea de către Belgrad a dreptului de liber tranznit a trupelor germane. Orice concesie pe care părea că iugoslavii sunt dispuși să o facă nu l-au potolit pe Hitler, care a hotărât să invadeze Iugoslavia.
Amânând Operațiunea Barbarossa, germanii au atacat simultan Grecia și Iugoslavia pe 6 aprilie. Luftwaffe a bombardat Belgradul timp de mai multe zile, iar trupele terestre au atacat puternic, Armata Regală Iugoslavă capitulând 11 zile mai târziu, pe 17 aprilie. 

## Cooperarea germano-japoneză
Cooperarea germano-japoneză din perioada de dinaintea izbucnirii războiului și de-a lungul întregii perioade a celui de-al doilea conflict mondial a vizat două planuri distincte. Primul privea lupta împotriva comunismului prin intermediul Pactului Anticomintern, iar al doilea privea cooperarea militară prin intermediul Pactului Tripartit. În timpul primului război mondial cele două puteri se aflaseră în tabere diferite, iar acordurile amintite mai înainte au folosit la rezolvarea unor conflicte și animozități dintre ele. 
Declarația de război a Germaniei a întărit și mai mult relațiile germano-japoneze și a demonstrat solidaritatea germană cu Japonia și i-a încurajat pe niponi să acționeze împotriva intereselor britanice. Atât Germania cât și Japonia aveau în vedere un parteneriat care să se bazeze pe schimburi efectuare peste subcontinentul indian, care ar fi permis transferul de armament și materii prime și materiale. Revolta antibritanică eșuată din India și deteriorarea pozițiilor Axei a făcut ca toate schimburile germano-nipone să fie făcute prin transporturi navale prin mările deschise. Deși se pare că germanii s-au așteptat ca Japonia să declare război URSS-ului și să atace Orientul Îndepărtat sovietic, interesul major al naziștilor s-a concentrat asupra cooperării împotriva intereselor britanice din India, Orientul Mijlociu și Marea Mediterana. Pentru a întări legăturile germano-nipone, guvernul nazist, după semnarea Pactului Anticomintern, a acordat poporul nipon statutul de „arian onorific”. Arhivat în 1 martie 2010, la Wayback Machine..

### Declarația de război a Germaniei împotriva SUA
Pe 7 decembrie 1941, Japonia a atacat baza navală americană de la Pearl Harbor, Hawaii. În conformitate cu prevederile Pactului Tripartit, Germania Nazistă trebuia să se mobilizeze pentru apărarea aliaților ei doar dacă aceștia erau atacați. De vreme ce Japonia fusese atacatorul, Germania nu era obligată să o ajute. Cu toate acestea, pe 11 decembrie, Hitler a hotărât ca să declare război SUA. 
Hitler a ținut un discurs în Reichstag pe 11 decembrie 1941, la trei zile după ce SUA declaraseră război Japoniei prin care, apreciind că guvernul japonez „după ce negociase de ani de zile cu acest om (Franklin D. Roosevelt), s-a săturat să tot fie sfidat de acesta într-un mod atât de nedemn” și găsea justificat atacul nipon. Hitler afirma că loialitatea de care trebuiau să dea dovadă Germania și Italia față de prevederile Pactului Tripartit impune intrarea în lupta comună împotriva SUA și Anglia, pentru „apărarea și prin aceasta pentru menținerea libertății și independenței națiunii și imperiilor lor”. În opinia dictatorului german, SUA și Anglia nu ezitaseră să folosească orice prilej pentru a pune la îndoială drepturile naturale de existență ale Germaniei, Italiei și Japoniei, ceea ce ar fi dus la o dominație totală și dictatorială a americanilor și a aliaților lor pe glob.
Din punct de vedere al desfășurării viitoare a conflictului, această declarație de război s-a dovedit o greșeală monumentală, deoarece a oferit justificarea necesară SUA să se alăture Regatului Unit în lupta împotriva Germaniei fără nicio constrângere legată de statutul de neutralitate autoimpus de americani până în acel moment. Americanii au participat atât la bombardamentele strategice împotriva Germaniei și la invazia din Europa continentală, ceea ce au reprezentat contribuții hotărâtoare la înfrângerea naziștilor. 
Hitler avea informații destul de exacte despre planurile de război americane și era sceptic privind dorința lor de a se implica într-un conflict în Europa. Pe baza informațiilor de care dispunea, Hitler a apreciat că americanii aveau să se implice în luptele din Europa cel mai devreme în 1943. 
Politica germană de la începutul războiului a reflectat opinia conform căreia Statele Unite ar putea fi convinse să mențină politica lor de neutralitate. Au fost făcute eforturi susținute pentru a nu repeta un incident de tipul „Lusitania” care să influențeze opinia publică americană. Izolaționiștii americani au pierdut treptat influența asupra opiniei publice, în principal datorită mass mediei. Decizia lui Hitler de a declara război SUA ar putea fi considerată mai degrabă ca o demonstrație de solidaritate cu Japonia, în condițiile unui conflict inevitabil în viitor cu americanii. Strategii germani considerau că americanilor le va lua o lungă perioadă de timp pentru ca să-și mobilizeze forțele și să convertească producția industrială civilă la producție militară. În momentul atacului de la Pearl Harbor se părea că victoria germană în Uniunea Sovietică este sigură. Victoria de pe frontul de est ar fi făcut ca Siberia cu uriașele ei resurse naturale să intre în sferele de influență germană și japoneză. O confruntare cu Statele Unite în condițiile în care Germania ar fi stăpânit întreaga Europă și Siberia ar fi avut mari sorți de izbândă. 
După atacul de la Pearl Harbor, în timpul ceremoniei de acordare a „Ordinului Vulturului German” ambasadorului Japoniei Hiroshi Oshima, Hitler declară că Japonia a acționat corect, metoda aleasă (atacul fără declarație de război) s-a dovedit singura potrivită.

## Rasism și antisemitism
Multă vreme, evreii au considerat că Imperiul Japonez era unul dintre cele mai sigure locuri din lume pentru comunitatea lor. Prin așa numitul „Plan Fugu”, guvernul japonez a creat o schemă pentru colonizarea în Japonia și în teritoriile de pe continentul Asiatic aflate de sub controlul său a evreilor care fugiseră din Europa ocupată de germani. Pe întreaga perioadă a războiului, guvernul nipon a respins cererile germane de promova o politică antisemitică. Totuși, la sfârșitul războiului, cea mai mare parte a comunității evreiești a părăsit Japonia, cei mai mulți membri ai acestei comunități stabilindu-se în SUA, iar o parte însemnată a lor devenind cetățeni ai nou fondatului stat Israel. 
Cu toate acestea, japonezii erau adepții teoriei superiorității rasiale și au înființat lagăre de concentrare, așa cum a fost Unitatea 731 din China. În cadrul acestui lagăr s-au făcut experiențe cu arma biologică pe prizonieri, ceea ce a dus la uciderea a aproximativ 200.000 dintre ei. 
Ministrul de externe japonez Yosuke Matsuoka a declarat pe 31 decembrie 1940 că, deși era artizanul alianței cu Hitler, nu s-a angajat în niciun fel să urmeze politicile antisemite naziste. Mai mult, ministrul afirma că nu era vorba doar de o opțiune personală, ci de politica oficială a guvernului nipon față de comunitatea evreiască.
În timpul Holocaustului, și Italia a primit numeroși evrei refugiați din Germania și teritoriile aflate sub ocupație. Totuși, după crearea statului-marionetă Republica Socială Italiană, aproximativ 20% din evreii din Italia au fost uciși.

## Sfârșitul Pactului
Italia s-a alăturat Aliaților occidentali în 1943, marcând începutul sfârșitului Pactului Tripartit. În 1944, Bulgaria și România au trecut de partea Aliaților (URSS). Ungaria a fost ultimul membru „minor” al Pactului, care a rămas alături de cei doi „mari” – Germania și Japonia, dar a fost ocupată la sfârșitul anului 1944. Pactul și-a pierdut practic orice semnificație după capitularea Germaniei